# Supravodivost

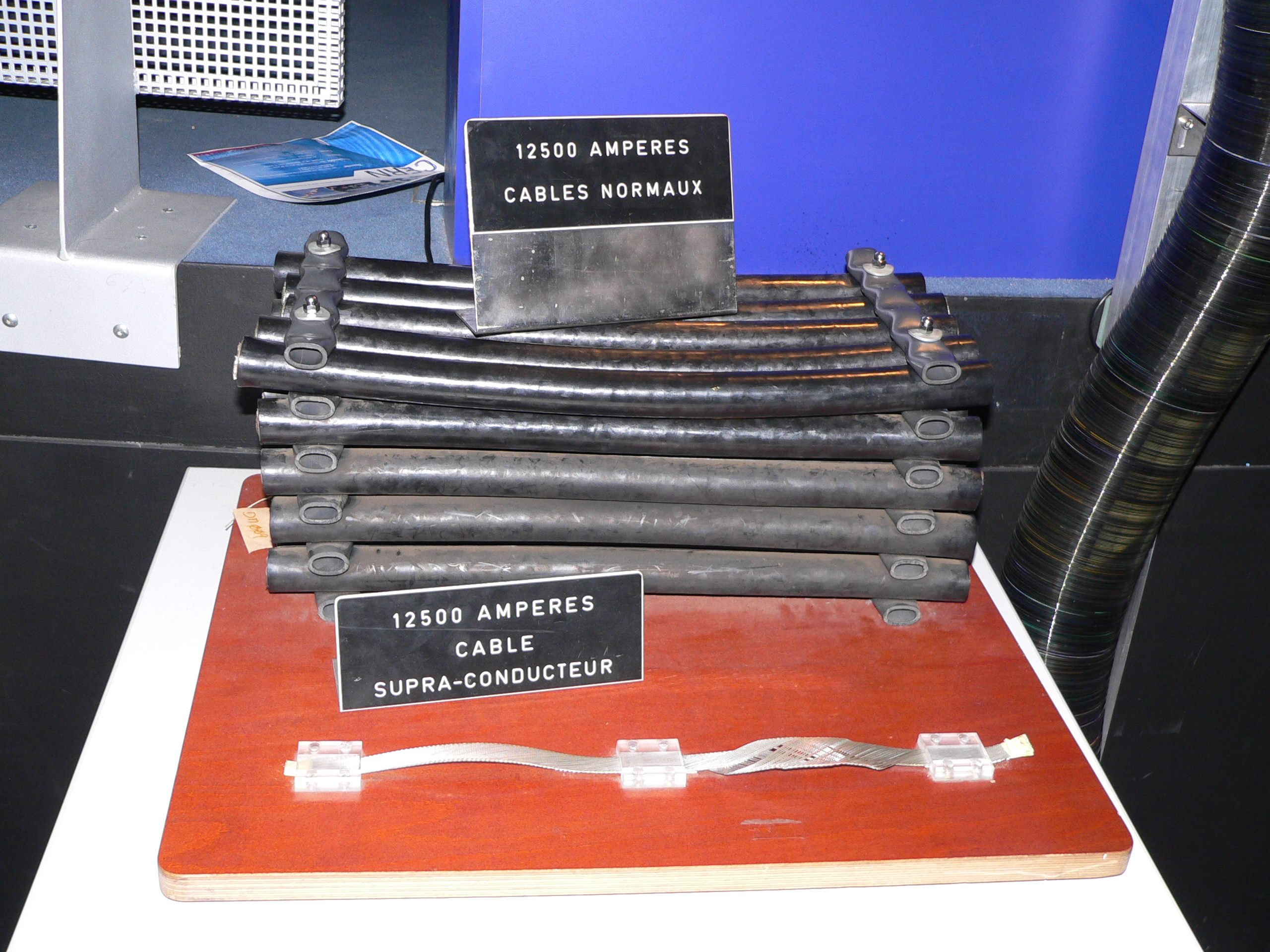
Elektrické kabely pro CERN: nahoře – běžná kabeláž pro LEP, dole – supravodivá kabeláž pro LHC.

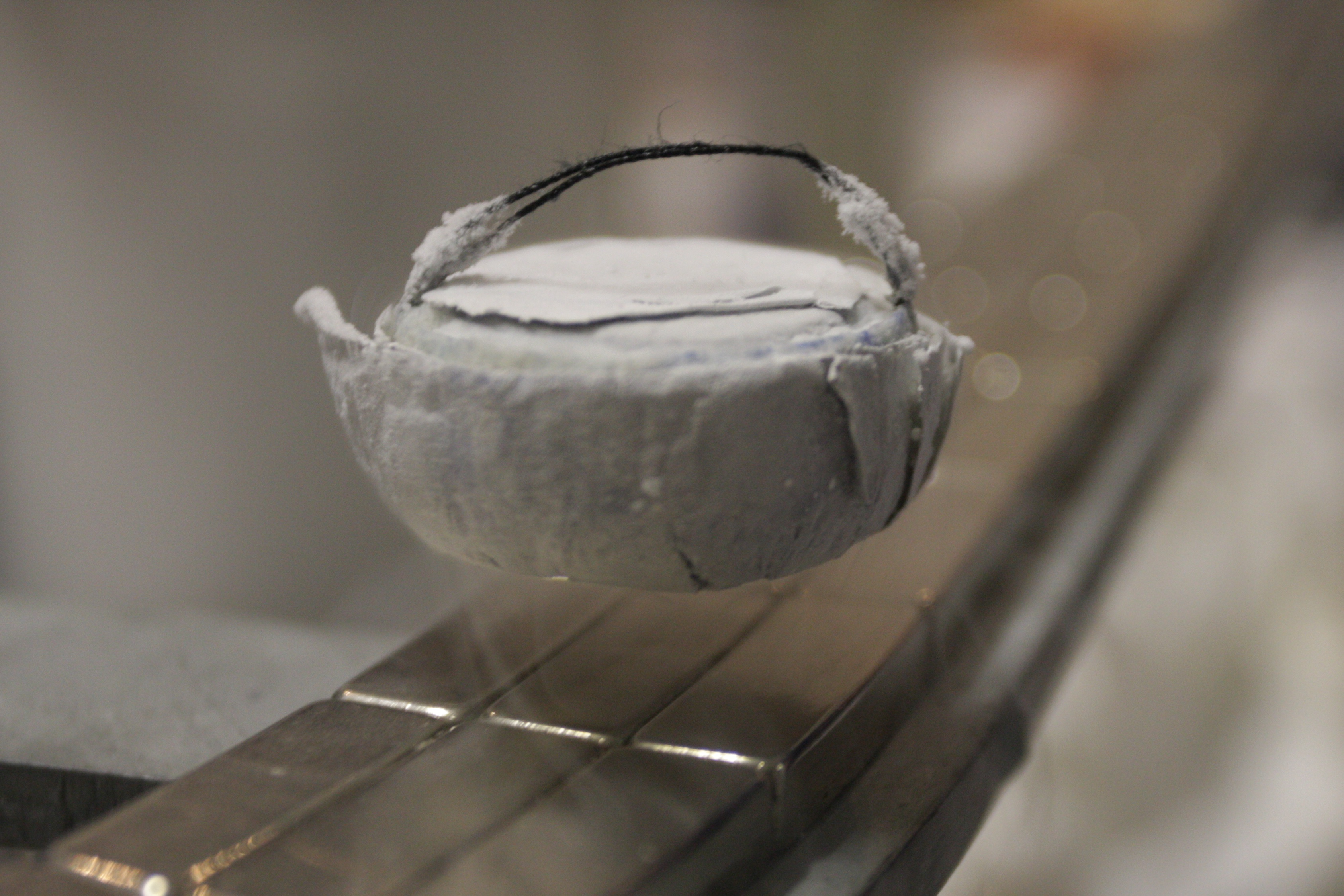
Supravodič levitující nad magnety

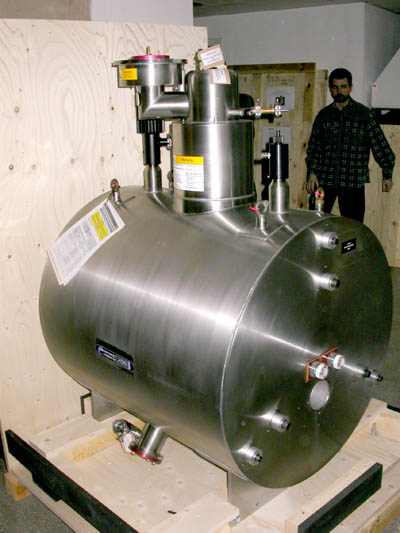
Supravodivý magnet

Supravodivost je jev kvantové mechaniky, při němž materiál ochlazený pod svou kritickou teplotu (TC) vede elektrický proud bez odporu, takže se žádná energie neztrácí přeměnou na Jouleovo teplo. Supravodič také vykazuje superdiamagnetismus – uvnitř svého objemu zcela kompenzuje změny vnějšího magnetického pole, takže trvale vypuzuje magnetické siločáry ven.
Supravodiče se používají zejména ve vinutích silných elektromagnetů, které dosahují magnetické indukce v řádu jednotek až desítek tesla.

## Historie, objev supravodivosti

### Heike Kamerlingh-Onnes
Supravodivost objevil v roce 1911 nizozemský fyzik H. Kamerlingh-Onnes, když se mu tři roky předtím podařilo zkapalnit helium a umožnit tak zchlazování látek na teplotu 4,2 K za normálního tlaku. Tím se otevřela cesta k výzkumu ve fyzice nízkých teplot. Rozhodl se provést měření elektrického odporu platiny a zlata. Odpor s teplotou klesal. Nejvíce však klesl k malé hodnotě zbytkového odporu, a to i v nejčistších vzorcích (zbytkový odpor přičítal nečistotám). Proto si vybral nakonec rtuť, která se dala opakovanými destilacemi zbavit všech příměsí a nečistot. Zjistil náhlý spád odporu rtuti na nulu. Tento jev látky s nulovým odporem byl pojmenován supravodivost. Supravodivost byla nadále zjištěna například u olova a cínu nebo niobu, u dobrých vodičů elektrického proudu jako je zlato a platina nebyla supravodivost zjištěna ani při teplotě 40 μK.
Teplota, při které látka přechází z normálního do supravodivého stavu, se nazývá kritická teplota Tc. Onnes ukázal, že proud tekoucí supravodivým závitem přetrvává i bez externího zdroje po velmi dlouhou dobu. Známý je jeho experiment, kdy připravil závit protékaný proudem ve své laboratoři v Leidenu a odvezl ho i s chladicím zařízením do Cambridge, kde na přednášce demonstroval supravodivost. Proud v závitu i po převozu stále tekl.

### Meissnerův-Ochsenfeldův jev
Dlouhou dobu byl efekt supravodivosti jen laboratorní záležitostí. Supravodivý stav látky rozruší nejen zvýšení její teploty, ale i působení magnetického pole o velké magnetické indukci. Zdůvodnění, proč tomu tak je, objevili v roce 1933 Walther Meissner a Robert Ochsenfeld, když zjistili, že supravodiče vytlačují ze svého objemu magnetické pole a supravodič je ideálním diamagnetikem (platí pro supravodiče I. typu). Vyvrátili tím jednoduchou představu o supravodiči jen jako vodiči s nulovým elektrickým odporem. Bylo zjištěno, že se supravodivé vlastnosti materiálu vytratí při určitém magnetickém poli Bc. Přechod ze supravodivého stavu do normálního nezávisel na tom, jak se supravodič do tohoto stavu dostal, ani jak z něj vycházel — závisel jen na hodnotách okolního pole a na teplotě. Supravodivý stav se tedy nevyznačuje pouze ideální vodivostí, ale také ideálním diamagnetismem – tedy pouze u supravodičů I. typu, což zajímalo a zajímá spoustu významných teoretiků. V současné době byl objeven tzv. "antimeissnerův jev". Magnetické pole je uvězněno v supravodiči a nemůže se dostat ven. Tento jev vznikne při rovnoměrném chlazení vzorku v magnetickém poli. Povrch vzorku přejde do supravodivého stavu dřív než vnitřek a pole uvnitř vzorku nemůže ven. Při dalším chlazení se supravodivá oblast zvětšuje do doby, až je vnitřek vzorku vyplněn kritickým polem. Tohoto stavu je obtížné docílit, neboť při nerovnoměrném chlazení "uteče" pole z vzorku.

## BCS Teorie

### Podstata teorie
V letech 1910—1950 byly postupně nalézány různé materiály, které vykazovaly supravodivé vlastnosti. Kritická teplota byla menší než 20 K. Úspěchy experimentální fyziky byly doprovázeny snahou teoretických fyziků o vypracování teorie supravodivosti. V roce 1957 tři američtí fyzikové J. Bardeen, L. Cooper a J. R. Schrieffer vytvořili mikroskopickou teorii supravodivosti, která se zkráceně nazývá BCS teorie. Říká, že vazba mezi elektrony a fonony (kmity krystalové mřížky) může vést k párování elektronů, to je, že přitažlivá interakce mezi elektrony může za jistých okolností vzniknout prostřednictví kmitů krystalové mřížky.
U vodičů a polovodičů v normálním stavu vzájemné působení mezi elektrony a fonony způsobuje elektrický odpor. Elektrony, které nesou elektrický náboj, narážejí na příměsi v krystalové mřížce a rozptylují se na kmitech krystalové mřížky. Proto jsou kovy, které jsou dobrými supravodiči, v normálním stavu špatnými vodiči. V supravodivém stavu zjednodušeně vytvoří elektron při pohybu krystalovou mřížkou kladně nabitou oblast, kam je přitahován druhý elektron. Tato dynamická vazba nastává mezi dvěma elektrony a vytvoří se tak vázaný pár elektronů. Každý z těchto tzv. Cooperových párů je tvořen dvěma elektrony.
Vlastností Cooperových párů je, že není možné, aby se jeden Cooperův pár choval nezávisle na ostatních, tzv. koherence. Supravodivost je důsledkem toho, že se Cooperovy páry chovají jako celek. Zatímco srážky elektronů a fononů jsou v normálním stavu nezávislé, v supravodiči jsou vzájemně vázané. Supravodivost je tedy spojena s vysokým stupněm uspořádání elektronů. Indukovaný elektrický proud zůstává v supravodiči až do té doby, dokud není supravodivý stav nějakým způsobem rozrušen. Autoři této teorie, podle nichž je také pojmenována, Bardeen, Cooper a Schrieffer, za ni obdrželi Nobelovu cenu za fyziku pro rok 1972.
BCS teorie nedokáže vysvětlit vznik supravodivosti u čistého bismutu za nízkých teplot.
Také pro párování elektronů, které je podstatou vysokoteplotní supravodivosti materiálů na bázi oxidů mědi, byly navrženy odlišné teoretické modely, které se podařilo v r. 2016 experimentálně potvrdit - vizte oddíl Vysokoteplotní supravodivost níže.

### Supravodiče I. a II. typu
Postupně bylo objeveno, že existují dva druhy supravodičů. První ztrácí supravodivé vlastnosti v silných magnetických polích a jsou to výhradně kovy. Takové supravodiče vysvětluje BCS teorie. Existují však také supravodiče II. typu – nejrůznější slitiny kovů i kompozitní materiály obsahující měď a nekovové složky, které supravodivé vlastnosti vykazují i ve velmi silných magnetických polích a ke ztrátě supravodivosti dochází při stokrát i vícekrát silnějších magnetických polích než u I. typu.
Supravodiče I. typu byly objeveny dříve než II. typu, vysvětluje je BCS teorie, platí u nich supravodivé vlastnosti po dosažení menší teploty než Tc a dále pro ně platí Meissner-Ochsenfeldův jev, což znamená, že jsou také ideálními diamagnetiky.
Supravodiče II. typu také dokonale odstíní slabá okolní magnetická pole, ale ne tak dokonale již silnější pole; ta odstíní jen částečně. Nejsou tedy dokonalými diamagnetiky.
Supravodiče I. typu, které nazýváme měkké supravodiče a které byly prozkoumány jako první, jsou kovy a jejich přímé slitiny. Supravodivost u tohoto typu ale nastává až při teplotách blízko absolutní nule, proto je nutné je chladit kapalným heliem. Zkapalňování helia je však poměrně nákladné.
Supravodiče II. typu stačí chladit kapalným dusíkem, který je o mnoho levnější. Proto znamenají supravodiče II. typu a z toho vyplývající vysokoteplotní supravodiče HTS materiál 21. století. Nejvyšší teplota, jaká je (prozatím) u HTS dosažena je 138 K (-135 °C). Tímto supravodičem je (Hg0,8Tl0,2)Ba2Ca2Cu3O8,33. Výroba supravodiče je poměrně snadná, ale složitější je výroba dlouhých drátů, které jsou potřeba pro aplikace.

## Vysokoteplotní supravodivost

### Vysvětlení pojmu
Dále byla supravodivost zjištěna u mnoha dalších materiálů, v organických sloučeninách, v oxidech. Kritické teploty přechodu do supravodivého stavu v objevovaných materiálech nadále narůstaly. Nárůst kritické teploty narostl až do výše 23,2 K, ale dále se tato hranice nedařila prolomit. Proto se nadále musely chladit drahým kapalným heliem. Převratný krok přinesla až druhá polovina roku 1986 a rok 1987. Fyzikům se během této doby podařilo navýšit kritickou teplotu na 100 K u stabilních a všechna kritéria supravodivosti splňujících materiálů, u méně stabilních dokonce na teploty daleko větší.

### První objevy
Převratem ve vývoji supravodičů vodivých za vyšších teplot (vysokoteplotní supravodiče), u nichž by se nemuselo chladit kapalným heliem, se stal leden 1986. Výzkumníci z pobočky IBM Karl Alexander Müller a Johannes Georg Bednorz zjistili ve sloučenině La-Ba-Cu-O supravodivost při teplotě 13 K a výrazný pokles odporu již při 30 K. Ačkoliv jde o kritickou teplotu v rozmezí běžném pro klasické, heliem chlazené supravodiče, objev přinesl převrat v tom, že naznačil, že supravodivost lze hledat i u oxidů keramické povahy, jež se do té doby považovaly za izolanty. Dvojice Bednorz-Müller získala za tento objev v roce 1987 Nobelovu cenu.
Jejich předpoklad se potvrdil, když se podařilo výzkumníkům univerzity v Tokiu a Houstonu vytvořit materiál na bázi LaBaCuO s kritickou teplotou 35 K. Ve stejnou dobu fyzici z Bellova komunikačního systému zvýšili na 40 K. Houstonské univerzitě se v lednu 1987 podařilo působením tlaku na materiál na bázi LaSrCuO zvýšit kritickou teplotu na 52 K.

### Převratný objev
Největší převrat ve vývoji keramických vysokoteplotních supravodičů však nastal během února 1987. Americký vědec čínského původu Chu Ching-wu z houstonské univerzity nahradil lanthan yttriem a u materiálu na bázi YBaCuO (YBCO) zjistil přechod k supravodivosti u kritické teploty nad 90 K. Téměř současně se výzkumníkům z jiných zemí a ústavů podařilo na materiálu se stejnou bází, ale jiným poměrným zastoupením zvýšit kritickou teplotu ke 100 K. Objev je převratný v tom, že umožnil náhradu dosavadního drahého a špatně manipulovatelného heliového chladicího systému běžně používanými systémy s kapalným dusíkem, jelikož kritická teplota překročila hranici 77 K – bodu varu dusíku.
Objev vyvolal explozi ve výzkumu, o supravodivost se začal zajímat celý svět. Tisíce vědců, fyzikové, chemici, technologové, elektronici a metalurgové začali věnovat vysokoteplotní supravodivosti velikou pozornost. Výzkumu vysokoteplotní supravodivosti se také dostala značná finanční podpora, jelikož vzhledem k předpokládaným revolučním změnám v technice v důsledku nových objevů ve vysokoteplotní supravodivosti, které by mohly přinést obrovské ekonomické úspory, chtějí být vyspělé státy či firmy u toho.
Před tím, než byla objevena vysokoteplotní supravodivost, tedy dokud byly k dispozici pouze klasické supravodiče s kritickou teplotou do 23 K, uplatnila se supravodivost v praxi jen v zanedbatelné míře a většinou jen ve výzkumech či jen v aplikacích, kde byla nutná. Rozšíření komerčního využití nebylo ekonomicky možné, protože manipulace s tekutým heliem byla náročnou technologií. Vývoj supravodičů s kritickou teplotou vyšší než 77 K přinesl levnější a jednodušší možnosti chlazení. Kapalný dusík je mnohokrát levnější než kapalné helium, lze jej snadno získávat ze vzduchu a nevyžaduje tak nákladnou chladicí aparaturu a navíc má vyšší chladicí účinnost.

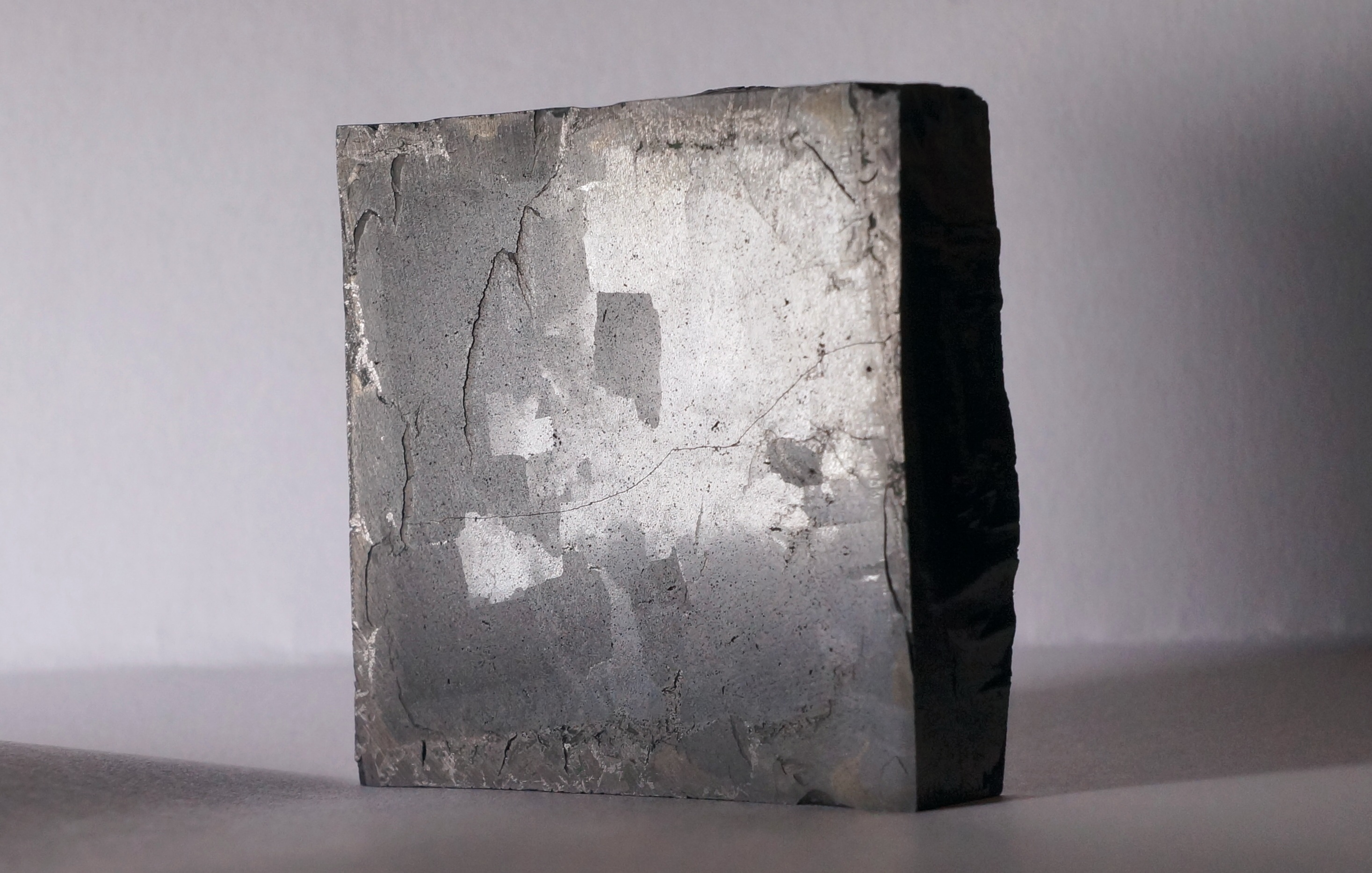
Vzorek YBCO

Jedním z problémů keramických supravodičů jako je YBaCuO je jejich krystalická struktura, což velmi znesnadňuje výrobu drátů z těchto materiálů. Dalším problémem je nízký kritický proud, tyto látky mají tendenci ztrácet supravodivost pod vysokými proudy.

### Rekordy
Postupně byla nalezena celá řada supravodivých materiálů postavených na tzv. 1-2-3 sloučeninách s chemickým vzorcem Y1Ba2Cu3O7−x nebo La1Ba2Cu3O7−x. Nejvyšší dosažená kritická teplota je 160 K. Byly dosaženy i podstatně vyšší kritické teploty (přes 300 K), jejich supravodivost má ale krátké trvání nebo mizí již při nepatrných proudových hustotách.

### Výroba
Příprava vysokoteplotních supravodivých keramik je snadná, avšak příprava kvalitních a využitelných supravodičů už tak lehká není. Výzkumu se hned v roce 1987 ujaly takové elektronické giganty jako je Toshiba, Hitachi či IBM. Od objevu vysokoteplotní supravodivosti je na toto téma publikováno zhruba 10 000 vědeckých prací ročně a byly objeveny i jiné než 1-2-3 struktury vykazující vysokoteplotní supravodivost.

### Současné teorie
Ani po dvaceti letech od první teorie není teorie supravodivosti ještě u konce. Každým rokem vznikají nové teorie a popisy, které jsou velmi složité. V roce 2003 získal Alexej Alexejevič Abrikosov Nobelovu cenu za teorii popisu supravodičů II. typu, což jsou nejrůznější slitiny kovů i kompozitní materiály obsahující měď a nekovové složky, které supravodivé vlastnosti vykazují i ve velmi silných magnetických polích a ke ztrátě supravodivosti dochází při stokrát i vícekrát silnějších magnetických polích než u I. typu.
Současné cíle výzkumu vysokoteplotní supravodivosti chtějí především lépe poznat děje umožňujících Cooperovo párování elektronů. Dalším cílem je nalezení nejvyšší možné kritické teploty pro přechod do supravodivého stavu u keramik s rovinami Cu-O a překonat tak v tuto chvíli nejvyšší dosaženou kritickou teplotu 212 K. Nalézt i jiné materiály, které budou schopny vázat elektrony do Cooperových párů za ještě vyšších teplot, a zjistit jejich možnost existence dlouhotrvající supravodivosti za pokojové teploty.
Novou teorii vysokoteplotní supravodivosti v kuprátech začal rozvíjet v r. 1989 teoretický fyzik Chandra Varma. V r. 2012 mu za příspěvky k objasnění vysokoteplotní supravodivosti byla udělena Bardeenova cena. Jeho teorie není založena na kvazičásticích, ale supravodivost dle ní vzniká v důsledku kvantových fluktuací a spontánnímu narušení symetrie v blízkosti absolutní nuly. V roce 2016 byla potvrzena správnost jeho přístupu, jak ukázal ve spolupráci s čínskými fyziky v teoretickém rozboru vycházejícím z výsledků experimentu ARPES.

## Chlazení
Pro dosahování nízkých teplot se využívají dvoufázové metody chlazení - odpařování kapalin a rozpouštění 3He v 4He. Rozpouštění je dnes jednou z nejpoužívanějších metod. Dosahuje se u ní teploty v řádu mK. Další metodou je Boseova – Einsteinova kondenzace. Tato metoda je známá již několik desetiletí, ale jenom ve formě teoretické. Praktické zkoušení této metody trvá něco kolem deseti let. Ale znamenalo by to přelom v dosahování nízkých teplot.

## Aplikace supravodivosti
Užití supravodičů je dnes dosti rozšířená, ale většinou pouze ve speciálních aplikacích. Dnes se supravodiče stále užívají jen tam, kde je to nezbytně nutné či tam, kde je to ekonomicky výhodné.

### Supravodivá levitace
Využívá se u ní elektrické indukce supravodiče a jeho nulového měrného odporu. Každý materiál, který se nalézá v magnetickém poli, indukuje stínicí vířivé proudy, které se snaží o odstínění vnějšího magnetického pole ze svého objemu. Čím větší má materiál měrný odpor, tím více vířivé proudy vytváří tepla. Vířivé proudy se v tomto důsledku úbytku tepla tlumí a do objemu projde magnetické pole. U supravodičů je situace jiná. Mají nulový měrný odpor, proto nedochází k žádnému úbytku tepla a tím se netlumí stínicí vířivé proudy. To způsobuje, že vnější magnetické pole je dokonale odstíněno.
Při jakékoliv změně vnějšího magnetického pole, tedy nejen zvýšení, ale i snížení a dokonce i při změně orientace nebo rozložení, dojde k vybuzení stínicích proudů na povrchu supravodiče, což způsobí, že se supravodič snaží vykompenzovat danou změnu.
Důsledkem toho je způsobeno, že magnet na tomto místě „zamrzne“ a ať pohneme s magnetem jakýmkoliv směrem, je magnet tažen do své původní polohy. Magnet se tak může vznášet nad supravodičem, ale stejně tak může pod supravodičem viset. Tato poloha je stabilní a magnet unese i značnou zátěž.

### Setrvačníky
Této vlastnosti se dá využít v setrvačnících, které se dnes vyvíjejí pro stabilizaci polohy družic. Vesmírné teploty jsou výhodně nízké, čili odpadává starost o chlazení. Ke stabilizaci dochází při vychýlení osy setrvačníku z původního směru. Tyto setrvačníky by mohly být zdrojem kinetické energie, převeditelnou na elektrickou a mohly by tak zásobovat vesmírnou stanici.

### Vlaky MAGLEV
Supravodivost využívají i levitující vlaky MAGLEV. Na bocích vagónů jsou supravodivé cívky, které kolem sebe vytváří silné magnetické pole. Toto pole interaguje s polem na bocích kolejiště (vzdáleno od soupravy 10 mm) tak, že se vlak vznáší 150 mm nad zemí a pohybuje se. Nejvyššími náklady jsou náklady na chlazení. V roce 2025 dosáhl čínský Maglev rychlostního rekordu 650 km/h, přičemž této rychlosti dosáhl za 7 sekund na dráze pouhých 600 metrů. Překonal tak předchozí rychlostní rekord 603 km/h dosažený v Japonsku.
Ve světě k roku 2025 provozováno šest komerčních tratí vlaků Maglev – jedna v Japonsku, dvě v Jižní Koreji a tři v Číně. Nejdelší trať je provozována v Číně mezi městem Šanghaj a letištěm rychlostí 430 km/h.

### Efektivní přenos elektrické energie
Kdyby se při přenosu elektřiny místo hliníkového nebo měděného vedení použilo vedení supravodivé, nemuselo by kvůli omezení přenosových ztrát používat vysokého napětí, které je poté snižováno. Supravodivé magnety jsou také mnohem výhodnějšími generátory elektřiny než typické generátory. V poměru je efektivnost supravodivého generátoru 99%, zatímco typického dvakrát méně (tzn. cca 90 až 98%), za to při dvojnásobně menší velikosti supravodivého generátoru. US Department of Energy testuje generátory a rozvody. Pirrelli Wire vyrobil 150 stop dlouhý rozvod elektrické energie za použití vysokoteplotních supravodičů. Od dubna 2014 provozuje společnost RWE v německém Essenu kilometr dlouhý supravodivý kabel na bázi BiSrCaCuO v rámci běžných elektrických rozvodů. I se započítáním nákladů na chlazení kabelu (pomocí kapalného dusíku) se dosahuje úspor.

### SQUID (skvid)
Z anglického Superconducting Quantum Interference Device, česky skvid. Jsou nejcitlivější zařízení na měření změn magnetického pole založené na Josephsonových jevech. Pro svou citlivost se používají tam, kde lze měřenou veličinu převést na magnetický tok. V lékařství se používá k měření magnetických polí v mozku. Tato metoda spolu s magnetickou rezonancí dává cenné poznatky o fungování lidského mozku. Je i součástí zařízení na nedestruktivní vyhledávání jemných trhlin v jaderném strojírenství, letectví a automobilovém průmyslu.

### Nukleární magnetická rezonance
Rozsáhlého využití dosáhla supravodivost v přístrojích pro nukleární magnetickou rezonanci (NMR), založenou na měření frekvence magnetických spinů atomových jader s nenulovým spinem v silném magnetickém poli. Toto je dnes jedna ze základních metod, využívaných při strukturní analýze organických látek. Přístroje dosahují tím vyššího rozlišení, čím silnější je magnetické pole, ve kterém se měření provádí. Takto silného magnetického pole (až 23 T) lze dosáhnout pouze pomocí supravodivých magnetů, chlazených kapalným héliem. NMR má významné postavení zejména v chemii, protože umožňuje poměrně rychle zjistit strukturu zkoumané látky. Jiným příkladem použití NMR je ve zdravotnictví.
Za objev NMR obdrželi Felix Bloch a Edwardem Millsem Purcellem v roce 1952 Nobelovu cenu za fyziku.

### Jiné využití
Supravodivost je možné v budoucnu využít v rychlých supravodivých přechodech, které budou tvořit základ budoucích počítačů, pro pohon magnetohydrodynamických lodí a vlaků, ve vesmírném průmyslu, pro vysokoproudé transformátory. Supravodivé magnety jsou využívány při magnetické rezonanci mozku, kde jsou mnohem menší a efektivnější než normální magnety. Také se používají v kruhových urychlovačích k zakřivení dráhy částic nebo jako magnetická nádoba v tokamacích a stelarátorech. Je možné je využít v elektromotorech a generátorech. Dalším využitím supravodivosti je při přerušování proudů v elektrárnách, či jinde, kterého může využít armáda pro výrobu zbraní, které budou přerušovat cizí elektronicky řízené hlavice či rakety (elektromagnetická bomba). Americká armáda do tohoto výzkumu vložila 22 milionů dolarů a chce do roku 2009 vyrobit první supravodivé rušící zbraně.

## Nejdůležitější historické milníky ve výzkumu supravodivosti
- 1911 – objev nízkoteplotní supravodivosti (Heike Kamerlingh Onnes)[pozn. 1]
- 1934 – objev diamagnetismu supravodičů (Walther Meissner a Robert Ochsefeld)
- 1957 – vytvořena fenomenologická Ginzburg-Landauova teorie
- 1957 – vytvořena BCS teorie supravodivosti (John Bardeen, Leon Cooper, John R. Schrieffer)
- 1972 – objeveno supratekuté 3He (Doug Osheroff, David Lee, Bob Richardson)
- 1973 – Nobelova cena za slabou supravodivost (Brian David Josephson)
- 1986 – objeven základ pro vysokoteplotní supravodivost (Karl Allex Müller a Johannes George Bednorz)
- 1987 – objevena vysokoteplotní supravodivost materiálu YBaCuO (Chu Ching-wu)
- 2003 – Nobelova cena za obor v supravodivosti a supratekutosti (Alexej A. Abrikosov, Vitalij L. Ginzburg, Anthony J. Leggett)